# Lindsay Paulino
Lindsay Paulino (Montes Claros, 11 de dezembro de 1982), é um ator e comediante brasileiro.

## Carreira
Formado em artes cênicas pelo Centro de Formação Artística do Palácio das Artes (CEFAR), em Belo Horizonte, atuou em mais de 20 espetáculos teatrais de diretores importantes como Eid Ribeiro, Lenine Martins, Antônio Araújo e Fernando Bustamante. Criou vários personagens cômicos que fizeram sucesso na internet, como a doméstica Rose, a doméstica das bicha, cujos clipes Grelo, releitura de Halo de Beyoncé, Esfrega Mais (Drunk in Love) e Que Delícia ser Viado se tornaram virais. 
A personagem também fez sucesso no quadro Famosos da Internet, no Programa da Eliana no SBT.
Em 2016, ficou conhecido pela personagem Xuxeta no sitcom Xilindró no Multishow que durou 4 temporadas.
Em 2022, o humorista participou da segunda temporada do reality LOL: Se Rir, Já Era! e venceu.

## lmografia

### Televisão
| Ano       | Título               | Personagem                                         | Notas                   | Emissora    | Ref.  |
| --------- | -------------------- | -------------------------------------------------- | ----------------------- | ----------- | ----- |
| 2015-2018 | Treme-Treme          | Rose                                               |                         | Multishow   | [ 5 ] |
| 2016-2020 | Xilindró             | Xuxeta                                             |                         | Multishow   | [ 5 ] |
| 2018      | Baby e Rose          | Rose, Bilu, Vó Cida, Sílvia Sales, Patrixa, Vilso. |                         | Multishow   | [ 5 ] |
| 2021      | Tô de Graça          | Vilso                                              |                         | Multishow   | [ 5 ] |
| 2022      | LOL: Se Rir, Já Era! | Ele mesmo                                          | Vencedor                | Prime Video | [ 6 ] |
| 2024      | 5x Comédia           | Maurício (Mau)                                     | Episódio: "Toda Errada" | Prime Video | [ 7 ] |

### Cinema
| Ano  | Título                  | Papel          | Direção            | Ref.  |
| ---- | ----------------------- | -------------- | ------------------ | ----- |
| 2021 | Um Tio Quase Perfeito 2 | Cerimonialista | Pedro Antônio Paes | [ 8 ] |

## Teatro
| Ano  | Título                      | Direção                 | Ref.   |
| ---- | --------------------------- | ----------------------- | ------ |
| 2016 | Rose, A Doméstica do Brasil | Adriana Soares          | [ 9 ]  |
| 2022 | Xuxeta, a Bixa Caça-Treta   | Moacir Prudêncio Júnior | [ 10 ] |